# 萊州紅犬

萊州紅犬，簡稱萊州紅，別稱朱橋紅犬、蘇聯紅犬、山東紅犬、山紅犬、虎形犬、川紅犬或中國紅犬(Chinese Red Dog)，是一種原產於中國大陸的犬類品種。

## 背景
萊州紅犬起源於19世紀中國山東省萊州市的朱橋鎮。當地愛犬人士將細犬和其他本土犬種與大丹犬、德國牧羊犬、羅威納犬等犬種進行雜交培育而成。
萊州紅犬目前在中國各地廣泛分佈。該品種犬以其沉穩、忠誠的性格、獨特的觀賞價值，以及能迅速適應新環境和應對各種狀況的能力而聞名。
儘管萊州紅犬曾於2019年在上海舉辦的世界犬展中，以「第十一組——非世界犬業聯盟（FCI）犬種」的名義亮相，但該品種犬在中國以外的地區仍屬於稀有犬種。萊州紅幼犬擁有亮麗的紅色毛髮和高聳的尖耳，使其成為許多愛狗家庭夢寐以求的成員。然而，牠們需要有任務來保持身心上的刺激與滿足。

## 外觀
萊州紅犬是一種大型的獒犬系莫洛索類型(molosser)的犬隻品種，擁有強壯的運動能力，肌肉發達，毛色多樣，包括紅色、黑色或紅棕色，並常有黑色鞍狀斑紋，等。
萊州紅犬的舌頭具有中國犬種的常見特徵，為舌頭上帶有黑色斑點，或是呈現黑色或藍黑色的舌頭 。該品種犬的牙齦也是如此。部分萊州紅犬的牙齦會呈現黑色，這也是中國犬種的常見特徵之一。
萊州紅犬的耳朵通常是豎立的，因此不需要進行剪耳手術。

## 外部連結
- 中愛聯合純種犬文化發展中心(CKU)-萊州紅
- Chinese Red Dog Registry
- Laizhou Hong Club Global
- Chinese Red Dog Aid UK
- Chinese Red Dogs Australia
- Laizhou Hongs of Alysium